# Karosa
Karosa (русск. каро́са) — чешский производитель автобусов из города Високе-Мито, с 1999 года входит в холдинг Irisbus.

## История
В 1896 году Йозеф Содомка основал фирму по производству карет. В 1948 году предприятие было национализировано и стало называться «Karosa». Фактически Karosa стала единственным производителем автобусов в Чехословакии, Škoda и Praga были не в состоянии конкурировать с ней. В конце 1950-х годов начался выпуск модели 706RTO, которая удостоилась многих наград на различных международных выставках. Позже появились междугородняя и сочленённая версии, но они так и остались прототипами. В 1966 году её заменила Š-серия, а в 1981 — 700-я серия. После отказа от социализма в 1989 году фирме пришлось перестраиваться на новый лад, и выпуск сократился более чем втрое: с 3400 до 1000 машин в год. Но после вмешательства Renault ситуация стала налаживаться, фирма вернула себе имя, сборка стала производиться на более качественном оборудовании, была проведена модернизация всех машин. В 1999 году Karosa вошла в холдинг Irisbus. В 2003 году был выкуплен контрольный пакет акций, а с 1 января 2007 завод стал называться Iveco Czech Republic.

## Обозначение моделей

### Обозначение моделей Š-серии
Š — обозначает «Škoda», это указывает производителя двигателя.
Вторая буква:
- D — междугородний дальнего следования (чеш. dálkový)
- L — пригородный (чеш. linkový)
- M — городской (чеш. městský)

Число обозначает длину автобуса в метрах.

### Обозначение моделей 700-й, 800-й и 900-й серий
Буква: 
- B — городской автобус (от англ. «Bus»)
- C — пригородный/междугородний автобус (от англ. «Coach»)
- LC — междугородный для маршрутов дальнего следования / туристический (от англ. «Long Coach»)

Первая цифра: номер серии.
Вторая цифра: длина автобуса:
- 3 — 11 метров
- 4 — 17 метров
- 5 — 12 метров
- 6 — 18 метров

Третья цифра: 
- B-тип — коробка передач: 1 — АКПП, 2 — МКПП
- C-тип — коробка передач и дистанция: 3 — АКПП, пригородный; 4 — МКПП, пригородный; 5 — МКПП, междугородний.
- LC-тип — уровень комфорта — чем больше цифра, тем более комфортабельный автобус.

## Выпускаемые модели

### Городские автобусы

#### Серия 706 RTO (1956—1972)
- Škoda 706 RTO MTZ (для внутреннего рынка)
- Škoda 706 RTO MEX (экспортный вариант)
- Škoda 706 RTO-K (сочленённая версия)

#### Š-серия (1961—1981)

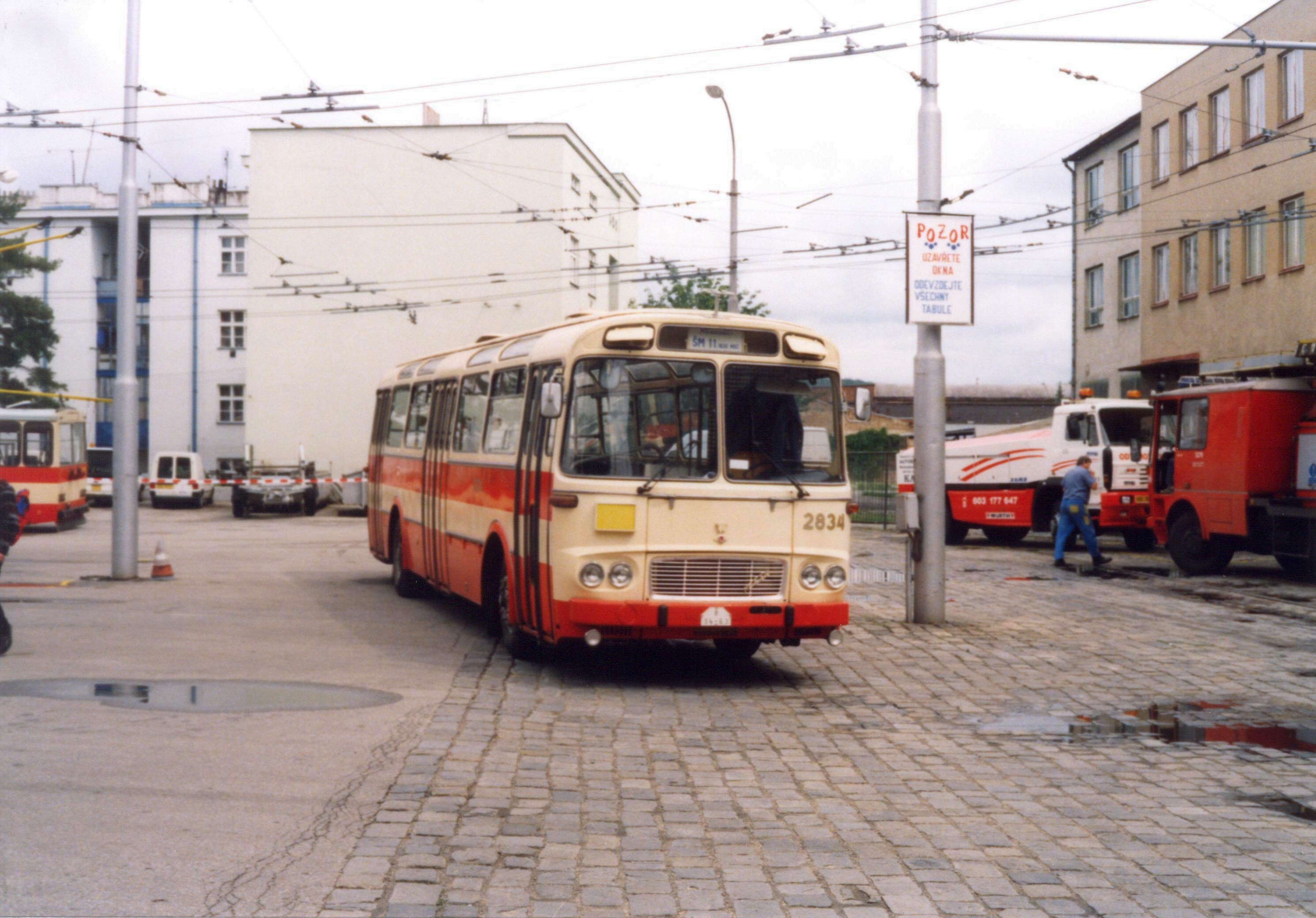
Karosa ŠM 11

- Karosa ŠM 11

- Karosa ŠM 16,5

#### 700-я серия

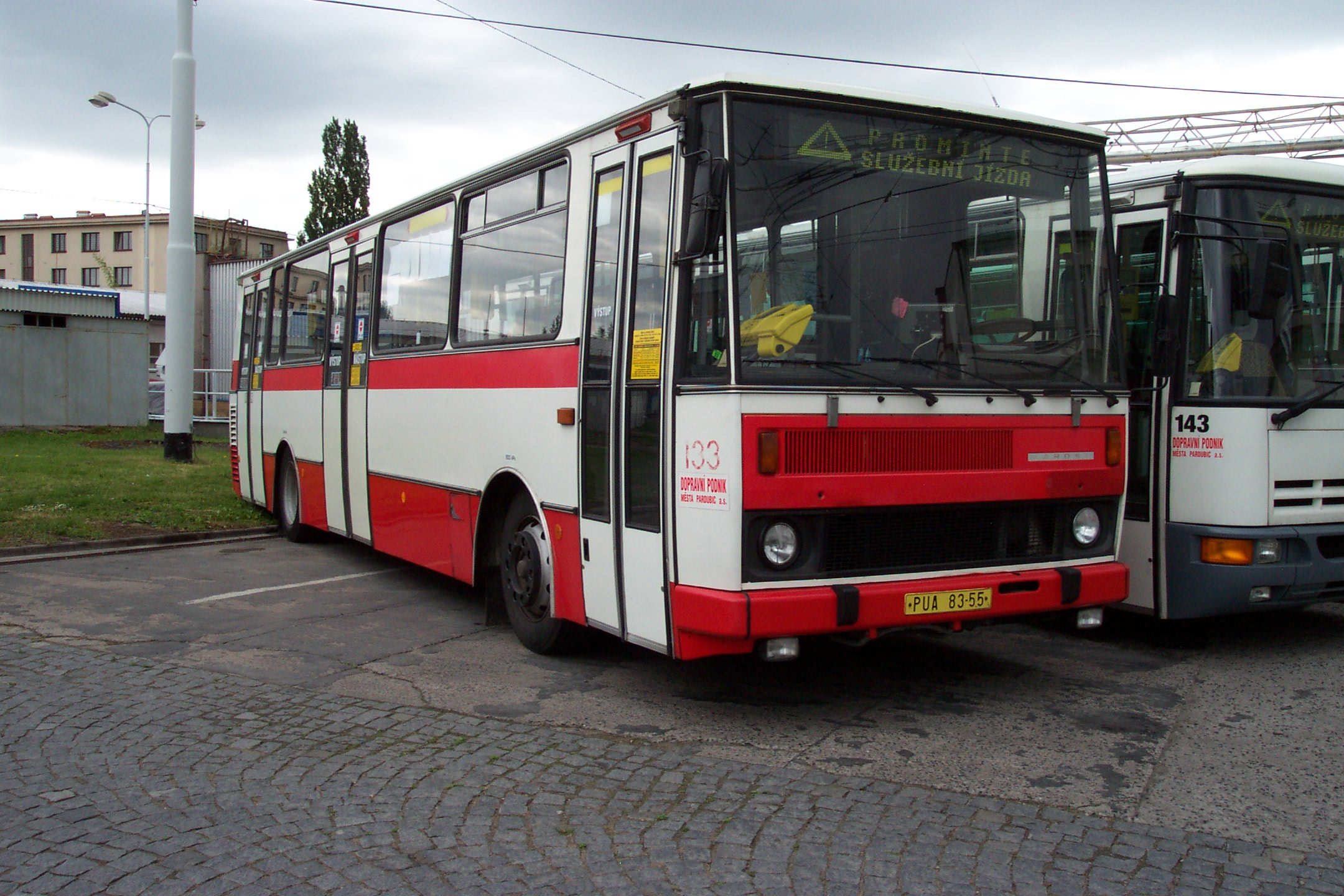
Karosa B731

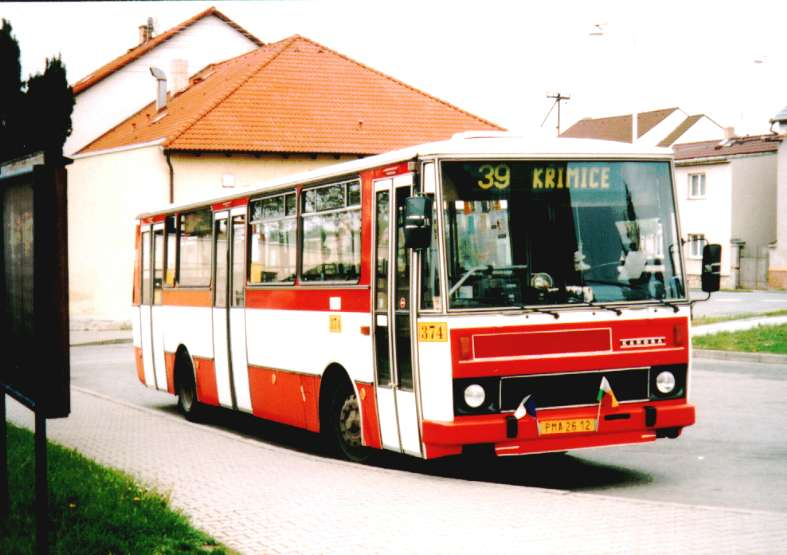
Karosa B732

Karosa B741 в Братиславе

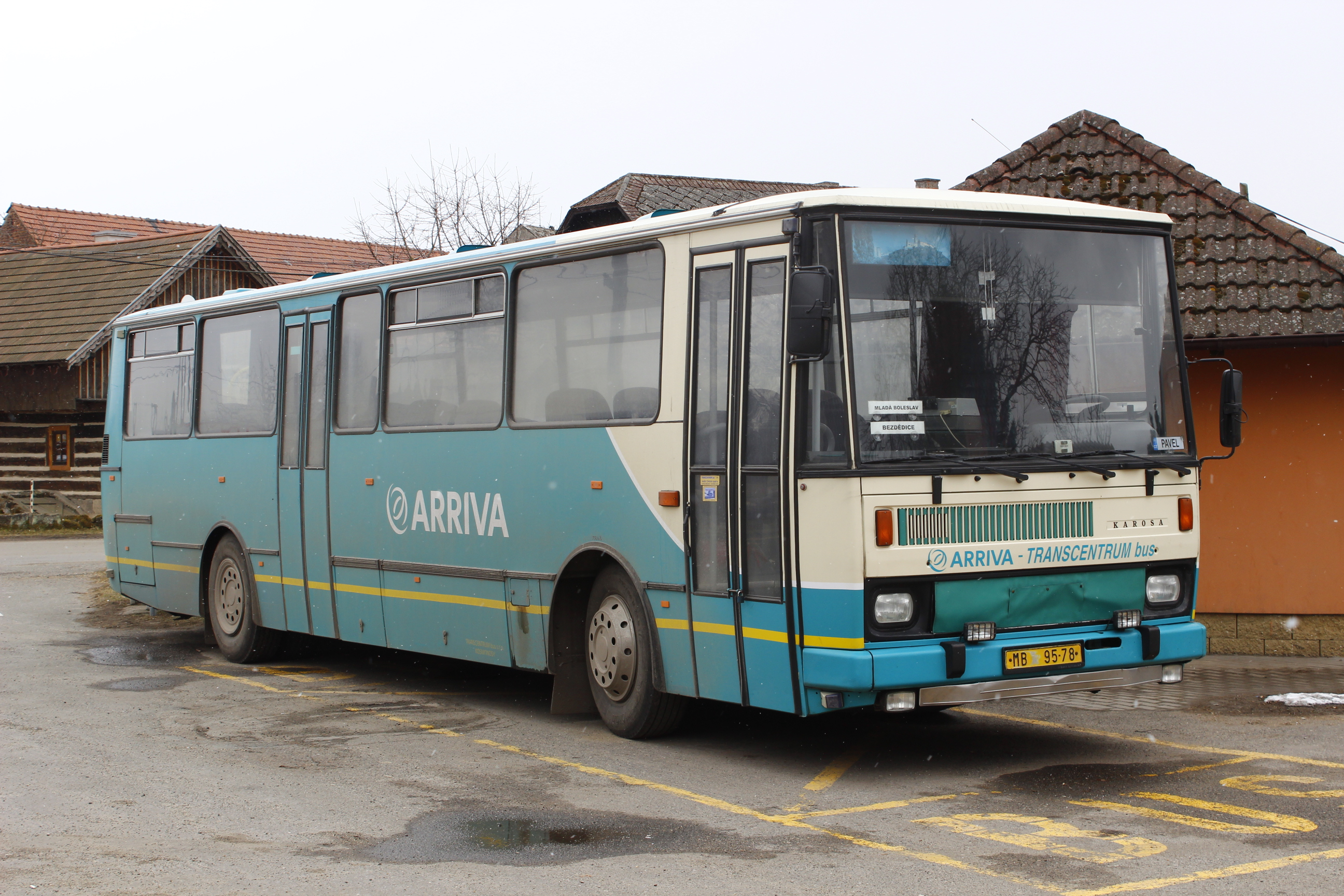
Karosa C734

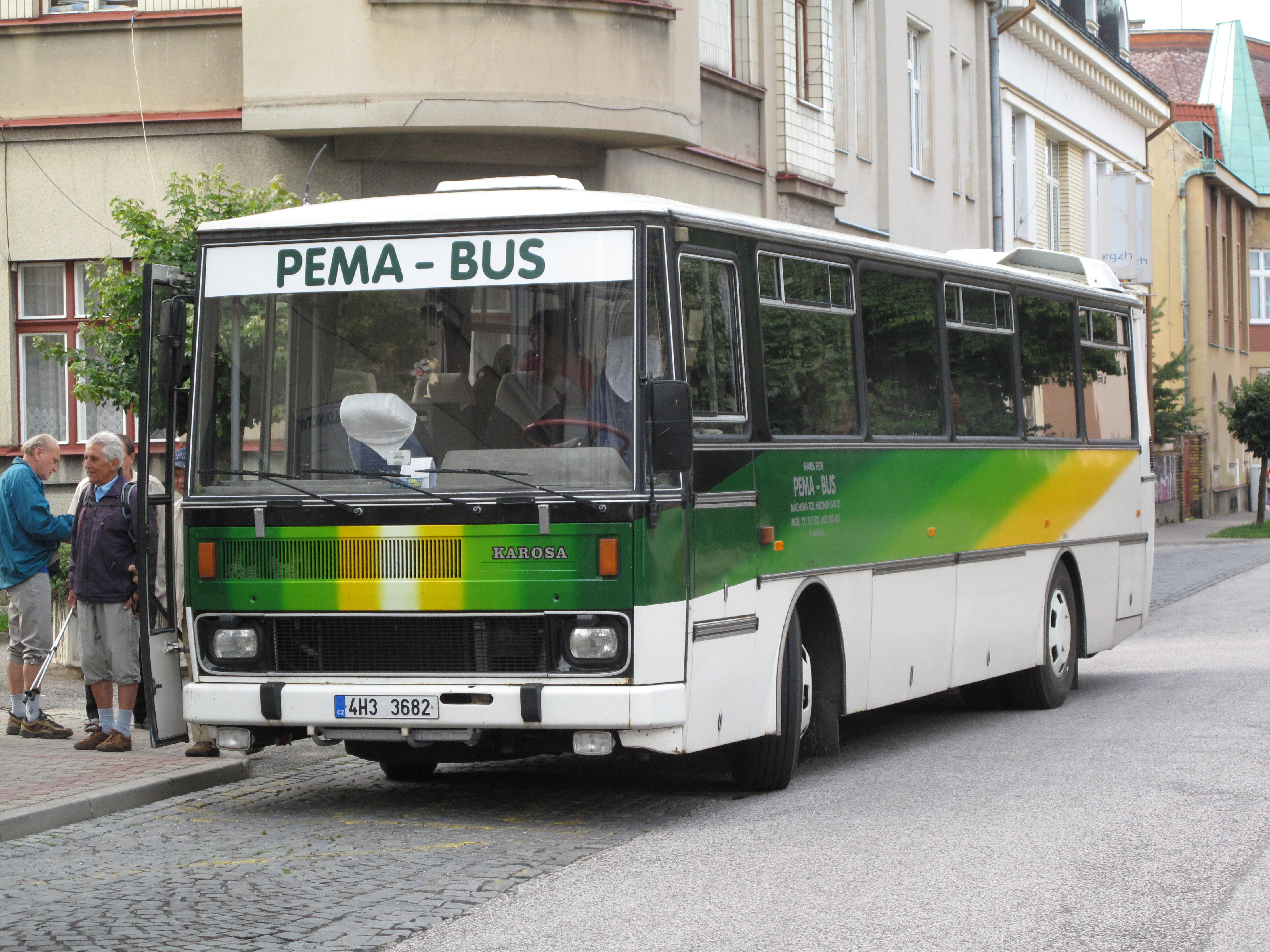
Karosa LC736

- Karosa B731 (1982—1996)

- Karosa B732 (1984—1996)

- Karosa B741 (1991—1997)

#### 800-я серия

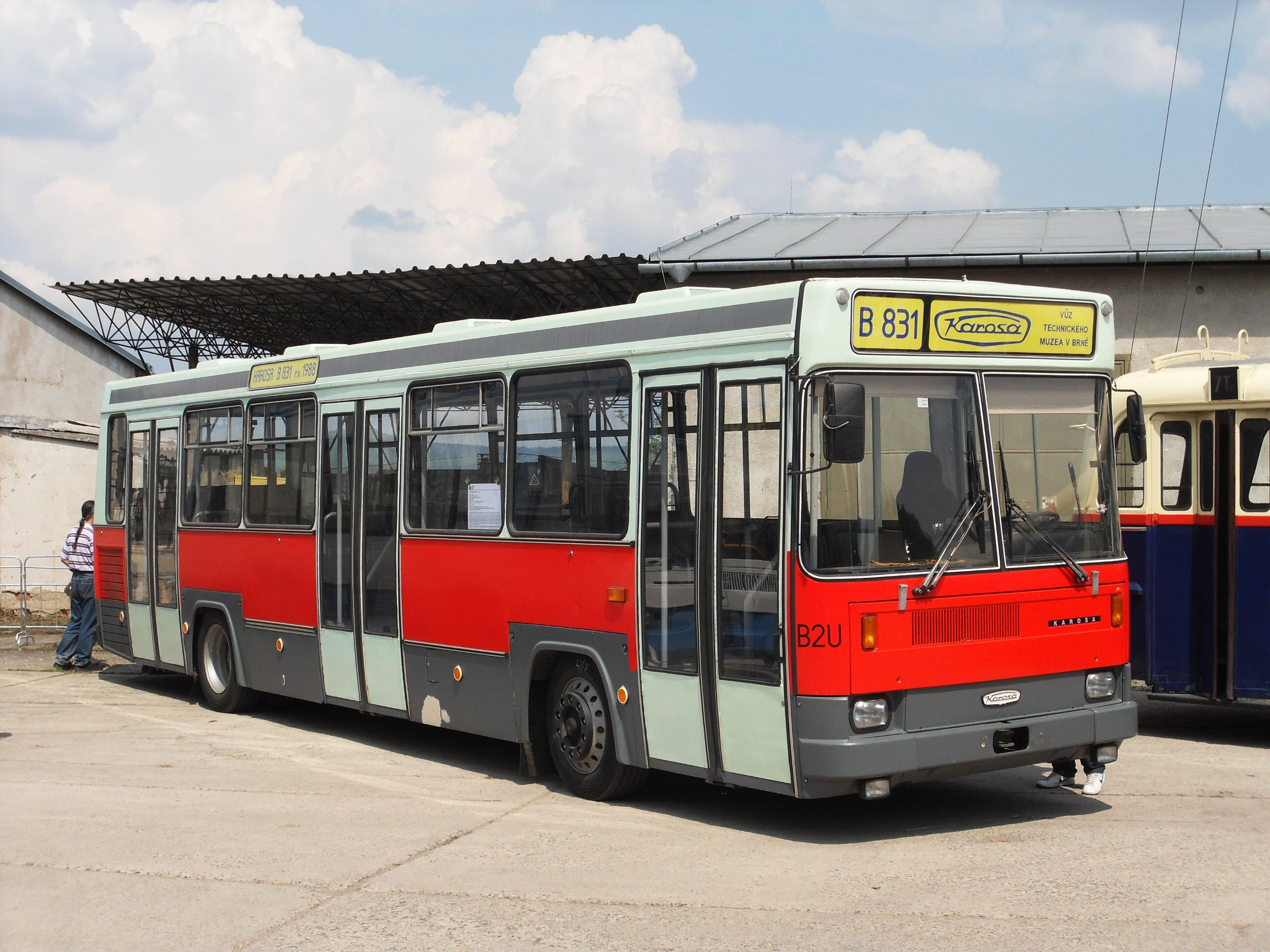
Karosa B831

- Karosa B831 (1987—1989)

- Karosa B832 (1997—1999)
- Karosa B841 (1997—1999)

#### 900-я серия

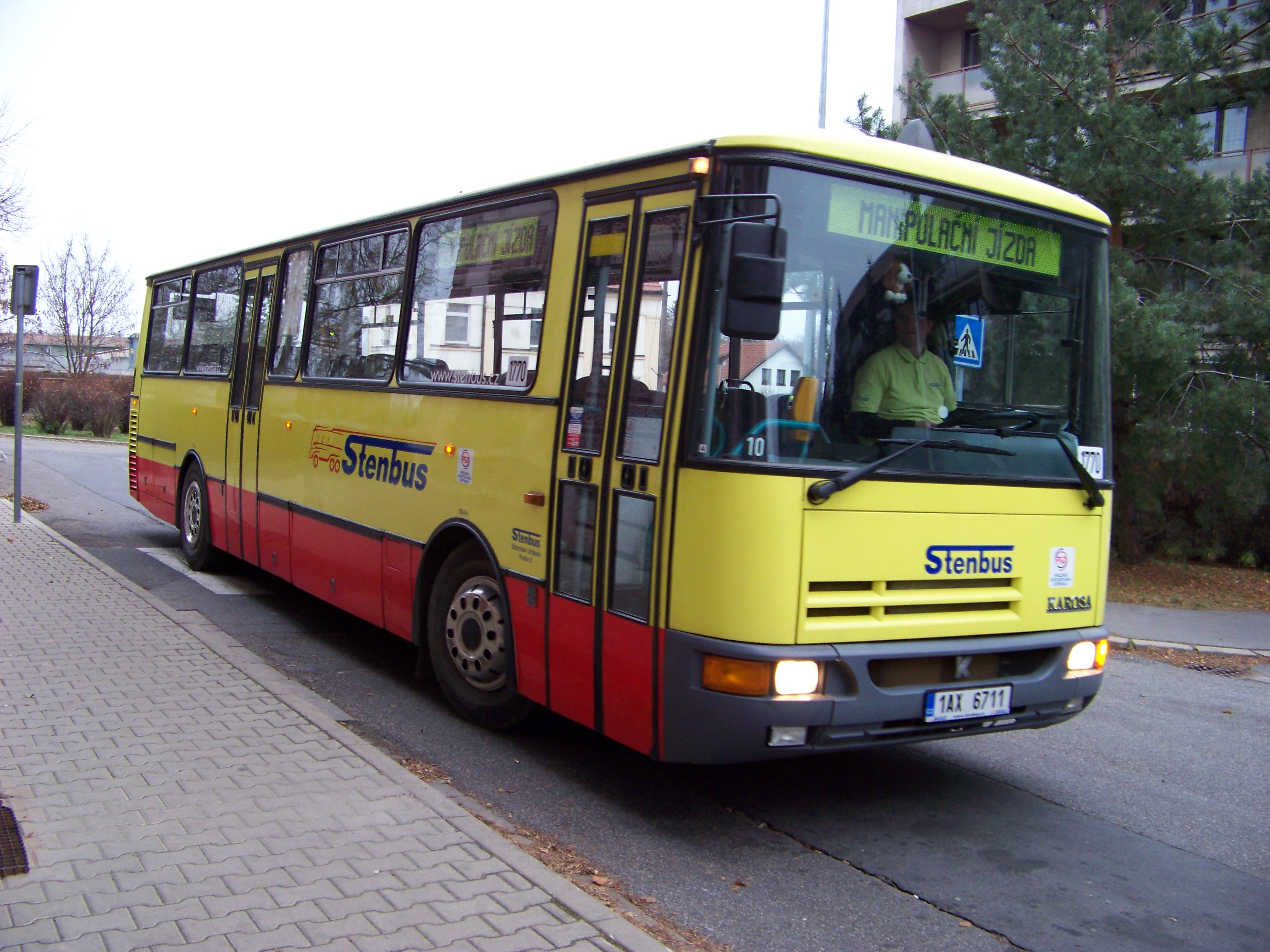
Karosa C934

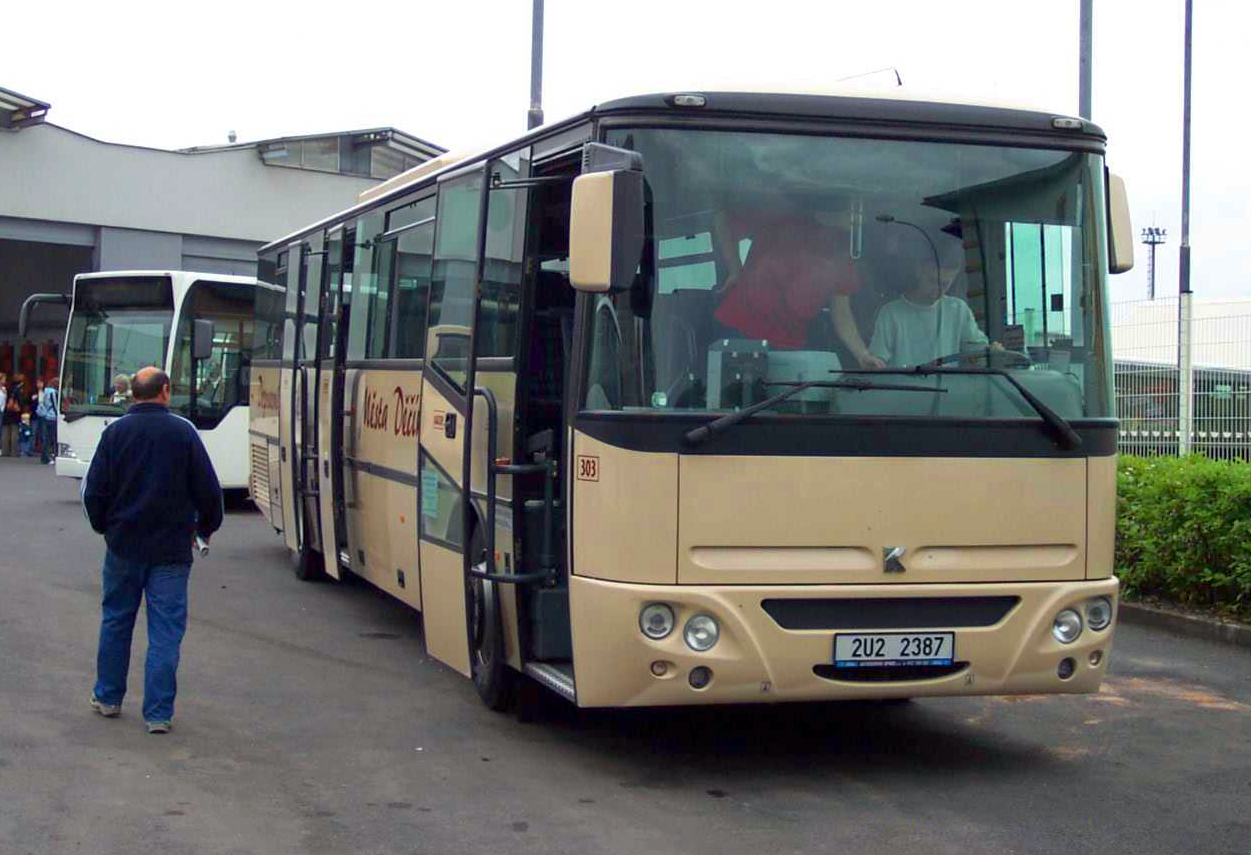
Karosa C956 Axer

- Karosa B931 (1995—2001)
- Karosa B932 (1997—2001)
- Karosa B941 (1997—2001)
- Karosa B951 (2001—2006)
- Karosa B952 (2002—2006)
- Karosa B961 (2001—2006)

#### Citybus
- Citybus 12M (1995—2005)
- Citybus 18M (2001—2005)

#### Citelis
- Citelis 10.6M (2005 — н. в.)
- Citelis 12M (2005 — н. в.)
- Citelis 18M (2005 — н. в.)

### Пригородные автобусы

#### Серия 706 RTO (1956—1972)
- Škoda 706 RTO CAR

#### Š-серия (1961—1981)
- Karosa ŠL 11

#### 700-я серия
- Karosa C734 (1981—1997)

- Karosa C744 (1986—1992)

#### 800-я серия
- Karosa C834 (1997—1999)

#### 900-я серия
- Karosa C934 (1997—2001)

- Karosa C943 (1997—2001)
- Karosa C954 (2001—2006)

#### Модели Irisbus
- Crossway (2006 — н. в.)
- Crossway LE (2007 — н. в.)

### Междугородные и туристические автобусы

#### Серия 706 RTO (1956—1972)
- Škoda 706 RTO LUX

#### Š-серия (1961—1981)
- Karosa ŠD 11

#### 700-я серия
- Karosa C735 (1992—1996)
- Karosa LC735 (1982—1995)
- Karosa LC736 (1983—1996)

- Karosa LC737 (1991)
- Karosa LC757 (1992—1996)

#### 800-я серия
- Karosa C835 (1997—1999)
- Karosa LC836 (1997—1999)

#### 900-я серия
- Karosa C935 (1997—2001)
- Karosa LC936 (1996—2001)
- Karosa LC937 (1994—1996)

- Karosa C955 (2001—2007)
- Karosa C956 (2002—2006)
- Karosa LC956 (2001—2006)
- Karosa LC957 (1997—1999)

#### Модели Irisbus
- Ares (2001—2006)
- Arway (2005—2013)